# THE MONSTER 〜Someday〜
『THE MONSTER 〜Someday〜』（ザ モンスター サムデイ）は、EXILEの30枚目のシングル。2009年4月15日にrhythm zoneから発売。

## 概要
前作『LAST CHRISTMAS』から5カ月ぶりのシングル。グループの第三章が開幕し新体制として第1弾となるシングル。「CD+DVD」「CDのみ」の2形態で発売。
オリコン週間シングルランキングでは3作連続、通算7作目の首位獲得となった。
表題曲「Someday」は、第51回日本レコード大賞の大賞を受賞した。
収録曲「THE NEXT DOOR」は、同年2月17日に配信リリースされており、本作でCD初収録となった。日本語バージョンの「THE NEXT DOOR」と、英語バージョンの「THE NEXT DOOR -INDESTRUCTIBLE-」が存在し、英語バージョンにフロー・ライダーがフィーチャリングとして参加した「THE NEXT DOOR -INDESTRUCTIBLE- feat. FLO RIDA」が、31枚目のシングル『THE HURRICANE 〜FIREWORKS〜』に収録されている。

## 収録曲

### CD
1. Someday（Vocal：ATSUSHI、TAKAHIRO） [4:43]
作詞：EXILE ATSUSHI / 作曲：miwa furuse / 編曲：h-wonder
  - TOYOTA「WISH」CMソング[14]
  - 日本テレビ系『EXILE GENERATION』オープニングテーマ
2. THE NEXT DOOR（Vocal：ATSUSHI、TAKAHIRO） [3:42]
作詞・作曲：lil' showy / 編曲：中野雄太
  - 配信限定シングル
  - カプコン ゲームソフト『ストリートファイターIV』テーマソング[12]
  - 映画『ストリートファイター ザ・レジェンド・オブ・チュンリー』日本版主題歌[12]
3. 愛すべき未来へ（Vocal：ATSUSHI、TAKAHIRO） [4:58]
作詞：ATSUSHI / 作曲・編曲：宅見将典 / ストーリー：岸谷五朗
  - 7thアルバム『愛すべき未来へ』表題曲
  - ダイワハウスSpecial 地球ゴージャスプロデュース公演 Vol.10『星の大地に降る涙』主題歌[14]

岸谷が舞台用に書いたストーリーからインスパイアを受けてATSUSHIが作詞したバラード[15]。
4. GENERATION（Vocal：ATSUSHI、TAKAHIRO、NESMITH、SHOKICHI） [4:18]
作詞：Kenn Kato / 作曲：BACHLOGIC, ERIK LIDBOM / 編曲：BACHLOGIC
  - （二代目）J Soul Brothersのアルバム「J Soul Brothers」リードトラックの新録バージョン
  - 日本テレビ系『EXILE GENERATION』エンディングテーマ[14]

原曲ボーカル（NESMITH、SHOKICHI）に、ATSUSHI、TAKAHIROを加えた4ボーカルバージョンになっている。
5. Someday（Instrumental） [4:43]
6. THE NEXT DOOR（Instrumental） [3:42]
7. 愛すべき未来へ（Instrumental） [4:58]
8. GENERATION（Instrumental） [4:12]

### DVD
※CD+DVDのみ
1. The Beginning of EXILE GENERATION
2. Someday（Video Clip）
3. EXILE GENERATION ドキュメント映像
4. Road to EXILE GENERATON
  - 2009/3/1記者会見用スペシャル映像

初回限定盤のみ収録。

## 楽曲の収録シングル・アルバム
他シングル
- 「THE GENERATION 〜ふたつの唇〜」（#1、-House Mix-）
- 「I Wish For You」（#1、-House Mix-）

オリジナル・アルバム
- 『愛すべき未来へ』（#1,2,3,4）
- 『EXILE JAPAN』（#1、-House Mix 2012-）

ベスト・アルバム
- 『EXILE BEST HITS -LOVE SIDE / SOUL SIDE-』
  - LOVE SIDE（#3）
  - SOUL SIDE（#1）
- 『EXTREME BEST』(#1)

## カバー
Someday
- EXILE TRIBE（2014年、アルバム『EXILE TRIBE REVOLUTION』収録）
- FANTASTICS from EXILE TRIBE（2021年、シングル『FANTASTICS FROM EXILE』収録）

THE NEXT DOOR
- PKCZ® feat. BALLISTIK BOYZ（2021年、シングル『BALLISTIK BOYZ FROM EXILE』収録）